# سوس مانوکیان
سوس مناتساکنی مانوکیان (ارمنی: Սոս Մնացականի Մանուկյան؛  زادهٔ ۱۵ ژانویهٔ ۱۹۱۱ - درگذشته ۲۴ اکتبر ۱۹۸۵) معمار اهل ارمنستان بود.

## زندگی‌نامه
وی در ۱۵ ژانویهٔ ۱۹۱۱ در تسوواگیوغ به دنیا آمد و دانشگاه ملی پلی‌تکنیک ارمنستان (۱۹۳۷) فارغ‌التحصیل گشت. همچنین برندهٔ جوایزی همچون نشان پرچم سرخ کار و معمار شایسته ارمنستان شوروی (۱۹۶۱) شده است. وی در ۲۴ اکتبر ۱۹۸۵ در سن ۷۴ سالگی در ایروان درگذشت.

## نگارخانه

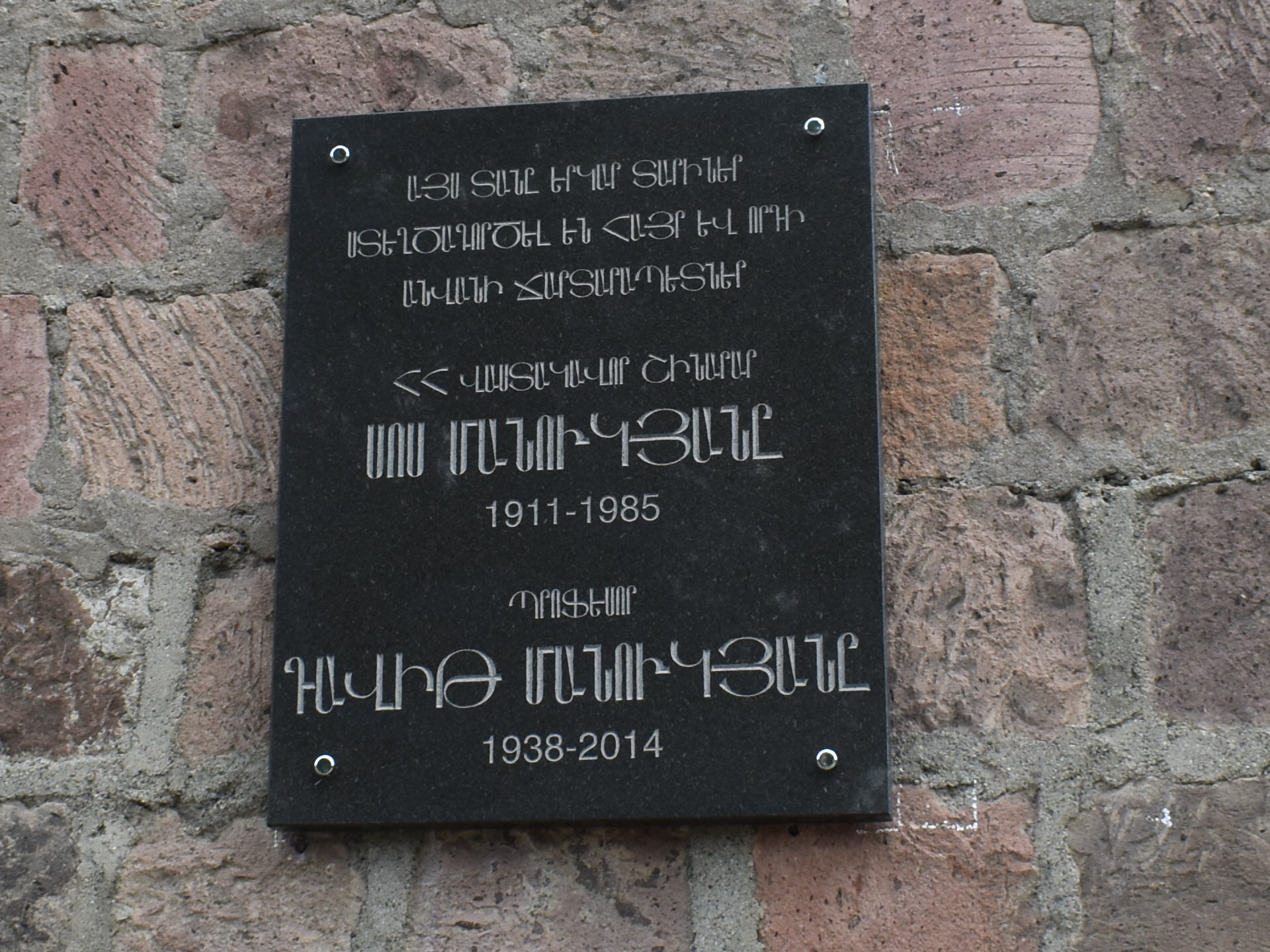